# Manfred Ommer
Manfred Ommer (República Federal Alemana, 13 de septiembre de 1950) fue un atleta alemán especializado en la prueba de 200 m, en la que consiguió ser subcampeón europeo en 1974.

## Carrera deportiva
En el Campeonato Europeo de Atletismo de 1974 ganó la medalla de plata en los 200 metros, con un tiempo de 20.76 segundos, llegando a meta tras el italiano Pietro Mennea y por delante del también alemán Hans-Jürgen Bombach (bronce con 20.83 s).